# Монтекио (Терни)
Монтекио (итал. Montecchio) је насеље у Италији у округу Терни, региону Умбрија.
Према процени из 2011. у насељу је живело 758 становника. Насеље се налази на надморској висини од 375 м.

## Становништво
Према резултатима пописа становништва 2011. у општини је живело 1.723 становника.
| 1936. | 1951. | 1961. | 1971. | 1981. | 1991. | 2001. | 2011. |
| ----- | ----- | ----- | ----- | ----- | ----- | ----- | ----- |
| 2.883 | 1.881 | 2.464 | 1.924 | 1.808 | 1.777 | 1.747 | 1.723 |

## Партнерски градови
- Весобрун